# Тадж Махал (музыкант)
Генри Сен-Клер Фредерикс (англ. Henry Saint Clair Fredericks; 17 мая 1942, Гарлем, Нью-Йорк), более известный как Тадж Махал (англ. Taj Mahal) — американский музыкант, певец, мультиинструменталист-самоучка, один из выдающихся (согласно Allmusic) исполнителей блюза конца XX века. Тадж Махал, с одной стороны, сыграл ключевую роль в возрождении и сохранении традиционного акустического блюза, с другой — в своем творчестве расширил стилистические границы жанра, использовав мотивы карибской, африканской, полинезийской музыкальных культур.
Несмотря на то, что в своём исследовании блюза как части общемировой музыкальной культуры Тадж Махал никогда не отрывался от кантри-блюзовых корней, многие специалисты критически отызывались о его экспериментах, называя их излишне «самонадеянными», «чисто академическими». Признание блюзмен-экспериментатор получил лишь в 1990-х годах, когда у него появились последователи (Keb’ Mo’, Гай Дэвис; иногда к их числу относят Кори Харриса и Элвина Янгблада Харта).
Тадж Махал 9 раз номинировался на «Грэмми» и трижды (в 1997, 2000 годах и 2018) становился обладателем этой награды. Каждый раз он получал её за победу в категории «Лучший альбом современного блюза»: сначала с Senor Blues, затем — c Shoutin' in Key.

## Биография
Родился Henry Saint Clair Fredericks, Jr. 17 мая, 1942, в Гарлеме, New York, но вырос в Спрингфилде, Массачусетс. Его мама была участницей госпел хора, и он рос в музыкальной атмосфере. Его семья владела радиостанцией на коротких волнах, где транслировалась мировая музыка, что повлияло на его в раннем возрасте. Он в ранние годы понял разницу между поп музыкой и музыкой, звучащей в его доме.

## Дискография

### Студийные альбомы
- 1968 — Taj Mahal
- 1968 — The Natch'l Blues
- 1969 — Giant Step/De Ole Folks at Home
- 1971 — Happy Just to Be Like I Am
- 1973 — Oooh So Good 'n Blues
- 1974 — Mo' Roots
- 1975 — Music Keeps Me Together
- 1976 — Satisfied 'N Tickled Too
- 1976 — Music Fuh Ya' (Musica Para Tu)
- 1977 — Brothers (Soundtrack)
- 1977 — Evolution (The Most Recent)
- 1987 — Taj
- 1988 — Shake Sugaree
- 1991 — Mule Bone
- 1991 — Like Never Before
- 1993 — Dancing the Blues
- 1995 — Mumtaz Mahal
- 1996 — Phantom Blues
- 1997 — Senor Blues
- 1998 — Sacred Island
- 1999 — Kulanjan]' (с Toumani Diabate)
- 2003 — Hanapepe Dream
- 2005 — Mkutano Meets the Culture Musical Club of Zanzibar
- 2008 — Maestro

#### Концертные альбомы
- 1971 — The Real Thing
- 1972 — Recycling The Blues & Other Related Stuff
- 1979 — Live & Direct
- 1990 — Live at Ronnie Scott’s
- 1996 — An Evening of Acoustic Music
- 2000 — Shoutin' in Key
- 2004 — Live Catch
- 2015 - "Live in Kauai"

#### Компиляции
- 1980 — Going Home
- 1981 — The Best of Taj Mahal — Columbia Records
- 1992 — Taj’s Blues
- 1993 — World Music
- 1998 — In Progress & In Motion: 1965—1998
- 1999 — Blue Light Boogie
- 2000 — The Best of Taj Mahal
- 2000 — The Best of the Private Years
- 2001 — Sing a Happy Song: The Warner Bros. Recordings
- 2003 — Martin Scorsese Presents the Blues — Taj Mahal
- 2003 — Blues with a Feeling: The Very Best of Taj Mahal
- 2005 — The Essential Taj Mahal

## Фильмография
- 1972 — Sounder
- 1977 — Scott Joplin
- 1991 — Bill and Ted’s Bogus Journey
- 1998 — Six Days Seven Nights — певец в отеле
- 1998 —  Blues Brothers 2000
- 1998 —  Scrapple
- 2000 — Songcatcher
- 2002 — Divine Secrets of the Ya-Ya Sisterhood